# Miguel Januário de Bragança
Miguel Januário de Bragança (19 septembrie 1853 - 11 octombrie 1927) a fost pretendent miguelist la tronul Portugaliei din 1866 până în 1920. A folosit titlul de Duce de Bragança.

## Biografie

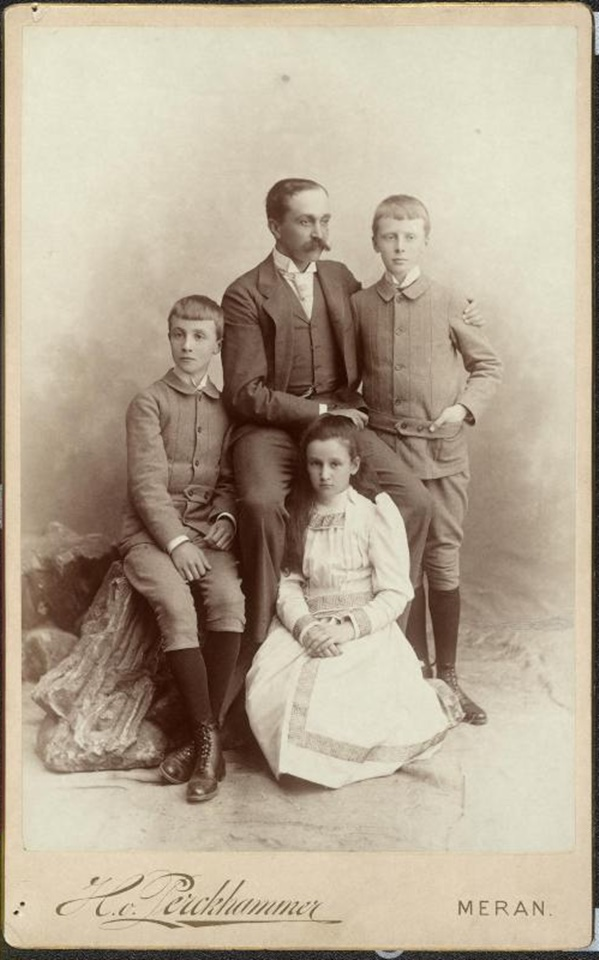
Miguel Januário de Bragança împreună cu copiii din prima căsătorie: Miguel, Francis Joseph și Maria Theresia.

Miguel Januário s-a născut la Castelul Kleinheubach din apropiere de Miltenberg, Bavaria, în timpul exilului în Germania a tatălui său, fostul rege Miguel I al Portugaliei. Mama sa a fost Prințesa Adelaide de Löwenstein-Wertheim-Rosenberg. 
Prin legislația portugheză de exil din 1834 și constituția din 1838, lui Miguel îi era interzis să intre în Portugalia. El a fost educat în Germania și Austria. A fost membru al personalului împăratului Franz Joseph al Austriei și a luat parte la ocuparea Bosniei. Se spune că împăratul Franz Joseph l-a plăcut mult pe Miguel și i-a acordat privilegiul de extrateritorialitate care i-a permis să rămână portughez, în ciuda respingerii Portugaliei. Al doilea fiu al lui Miguel, Francisco José de Braganza, a fost numit după împăratul austriac, care a fost nașul lui.
Miguel a deținut rangul de colonel în Regimentul 7 Austriac de Husari. În timpul Primului Război Mondial, a deținut rangul de general locotenent (Feldmarschalleutnant) în armata autriacă. A demisionat în 1917 când Portugalia a intrat în conflict de partea cealaltă și a petrecut restul războiului ca civil. 
La 31 iulie 1920, după certuri cu fiul său cel mare (care s-a căsătorit cu o moștenitoare americană), Miguel al II-lea a renunțat la pretenția sa asupra tronului în favoarea celui de-al treilea fiu, Duarte Nuno, care avea 13 ani la acea vreme.
Miguel a murit la Seebenstein, la 11 octombrie 1927. A fost înmormântat la Kloster Maria Himmelfahrt în Bronnbach.

## Căsătorii și copii
Prima căsătorie a lui Miguel, cu nepoata împărătesei Elisabeta a Austriei, Elisabeta de Thurn și Taxis (28 mai 1860 - 7 februarie 1881), a avut loc la 17 octombrie 1877 la Regensburg. Au avut trei copii.
- Miguel Maria Maximiliano de Bragança (1878–1923), căsătorit cu Anita Stewart; a avut copii
- Francisco José de Bragança (1879–1919), a murit necăsătorit; fără copii
- Maria Teresa de Bragança (1881–1945) căsătorită cu Prințul Karl Ludwig de Thurn și Taxis; a avut copii

După decesul primei soții, s-a recăsătorit la 8 noiembrie 1893 la Kleinheubach cu verișoara sa primară, Maria Theresa de Löwenstein-Wertheim-Rosenberg (1870–1935). Au avut opt copii.
- Isabel Maria de Bragança (1894–1970), căsătorită cu Franz Joseph, al 9-lea Prinț de Thurn și Taxis; au avut copii
- Maria Benedita de Bragança (1896–1971), a murit necăsătorită și fără copii
- Mafalda de Bragança (1898–1918), a murit necăsătorită și fără copii
- Maria Anna de Bragança (1899–1971), s-a căsătorit cu Karl August, al 10-lea Prinț de Thurn și Taxis; au avut copii
- Maria Antónia de Bragança (1903–1973), s-a căsătorit cu Sidney Ashley Chanler; au avut copii
- Filipa Maria de Bragança (1905–1990), a murit necăsătorită și fără copii
- Duarte Nuno de Bragança (1907–1976), s-a căsătorit cu Maria Francisca de Orléans-Braganza; au avut copii
- Maria Adelaide Manuela America Michael Rafaela de Bragança (n. 1912), s-a căsătorit la Viena la 13 noiembrie 1945 cu Nicolaas Johannes Maria van Uden (1921-1991); au avut copii